# ボシュコ・ヤンコヴィッチ
ボシュコ・ヤンコヴィッチ（セルビア語: Бошко Јанковић, 英語: Boško Janković, 1984年3月1日 - ）は、ユーゴスラビア（現・セルビア）出身の元サッカー選手。ポジションはミッドフィールダー。

## 経歴
レッドスター・ベオグラードの下部組織出身。2002年にプロデビューを果たし、2003年1月にイェディンストヴォ・ウブへレンタル移籍。イェディンストヴォ・ウブでは在籍1年半で28試合21得点を記録。2004年から再びレッドスターでプレーし、71試合25得点を記録した。
2006年8月に、スペインのRCDマジョルカへ移籍。RCDマヨルカでは1シーズンのみの在籍で28試合9得点を記録。2007年の夏からはイタリアへ戻り、パレルモでプレーすることとなった。パレルモでの1年目は、26試合出場、2得点。2008年夏には、ジェノアCFCへローン移籍することが決まった。ジェノアにおいては、ジャン・ピエロ・ガスペリーニ監督指導のもとで成長を見せ、エゴイスティックなプレーが減った。3トップの一角を主に担い、2008-09シーズンはジェノアのセリエA5位に貢献した。シーズン終了後の6月25日、ジェノアへの完全移籍が発表された。

## 代表歴
セルビア代表として、2006年11月15日のノルウェー戦で代表初キャップを記録。2007年3月28日のポルトガル戦で代表初ゴールを記録した。